# Estadio Azteca
A Mexikóváros Coyoacán nevű kerületében található, 87 000 férőhelyes Estadio Azteca (jelentése: azték stadion) Mexikó legnagyobb és az egész Föld egyik legnagyobb labdarúgó-stadionja, a mexikói labdarúgó-válogatott és a Club América hivatalos pályája.
Helyszíne volt többek között az 1970-es és az 1986-os labdarúgó-világbajnokság több mérkőzésének, valamint az 1968-as olimpiának is.

## Az épület és a pálya
A stadion 3 szintes lelátója 87 000 férőhelyes, az észak-déli tájolású pálya mérete 105 m × 68 m. A gyepszőnyeg 9 méterrel fekszik az utca szintje alatt és speciális vízelvezető-rendszerének köszönhetően bármilyen zivatar után azonnal játékra alkalmas, tócsamentes.

## Története
A stadiont 1962-ben álmodta meg Emilio Azcárraga Milmo. Elnevezésére az ország egész területéről tettek javaslatokat a szurkolók, végül az Azteca, vagyis Azték név mellett döntöttek. (A leóni Antonio Vázquez Torres javasolta ezt a nevet, majd erre érkezett a legtöbb szavazat.) Az építésre kiírt pályázatot Pedro Ramírez Vázquez nyerte meg, így az ő tervei alapján kezdődhetett meg az építkezés.
Az 1962-es alapkőletételen jelen volt Mexikó akkori elnöke, Adolfo López Mateos és a FIFA elnöke, Stanley Rous is. Az építkezés 4 évig tartott, az ünnepélyes megnyitásra 1966. május 29-én pontban déli 12-kor került sor. A jeles alkalomra mintegy 120 000 ember töltötte meg a világ akkor legmodernebbnek számító stadionját és tekintette meg a nyitómérkőzést, melyet a Club América és az olasz Club Italiano Torino vívott egymással, és ahol a kezdőrúgást az akkori mexikói elnök, Gustavo Díaz Ordaz végezte el. Ezen a meccsen született meg a stadion történetének első gólja: 10 percnyi játék után a brazil Arlindo dos Santos lőtte a 16-oson kívülről. (A végeredmény 2–2 lett.) Az első gól, amit mexikói játékos szerzett a stadionban, 1966. június 5-én esett és Roberto Martínez nevéhez fűződik.

## Események a stadionban

### Sportrendezvények

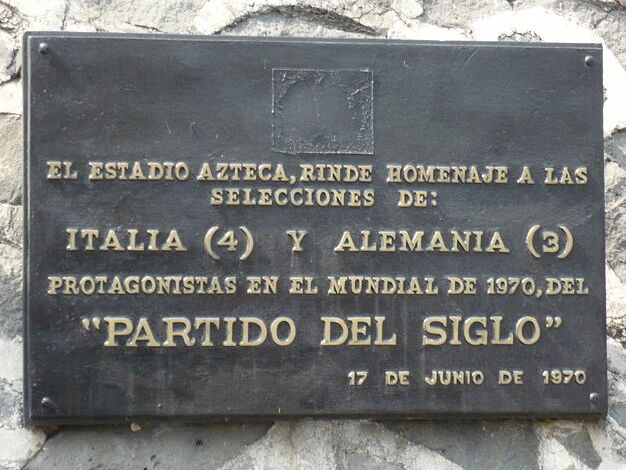
Emléktábla a stadionban az 1970-es „Évszázad mérkőzése” emlékére (Olaszország–NSZK 4–3)

Az első jelentős világverseny a stadionban az 1968-as olimpia volt, amikor is a labdarúgás versenyszám 9 mérkőzését rendezték itt, köztük a Magyarország győzelmével zárult, Bulgária elleni döntőt is.
1970-ben a labdarúgó-világbajnokság egyik helyszíne volt, itt került sor többek között a később az évszázad mérkőzésének választott, 4–3-as olasz sikerrel zárult Olaszország–NSZK elődöntőre is. 13 év múlva az 1983-as ifjúsági labdarúgó-világbajnokság több mérkőzését is ebben a stadionban rendezték. Az 1986-os világbajnokság legemlékezetesebb jelenetei az Argentína–Anglia meccsen játszódtak le: itt szerezte Diego Maradona a híres kezezős gólját, majd az évszázad gólját is.
1993-ban és 2003-ban is otthont adott a CONCACAF-aranykupa tornának, 1999-ben a konföderációs kupának, majd 2011-ben az U17-es világbajnokságnak is, ahol a döntőben a házigazda Mexikó 99 000 néző előtt győzte le Uruguay válogatottját.
Emellett a Club América összes és a mexikói válogatott legtöbb hazai mérkőzését itt rendezik, de sor került már itt ökölvívó- és amerikaifutball-eseményekre is.

### Koncertek
Számos világhírű együttes és előadóművész lépett fel az elmúlt évtizedek során a stadionban. 1992-ben Elton John, 1993-ban Michael Jackson, 1997-ben Gloria Estefan, 1999-ben Juan Gabriel, 2001-ben a chiapasi béke érdekében egy közös koncert alkalmával a Jaguares és Maná, 2002-ben Luis Miguel, 2006-ban és 2011-ben a U2, 2010-ben a Black Eyed Peas, 2011-ben David Guetta és 2012-ben Paul McCartney. 2005 óta többször is megrendezték itt a Corona Zenei Fesztivált, a Ke Buena Rádió zenei fesztiválját és a Los 40 Principales fesztivált.

### Egyéb
1999-ben II. János Pál pápa is ellátogatott ide, az eseményt az egész Amerikai kontinensen számos tévéadó közvetítette.